# Cyrestis bougainvillei
Cyrestis bougainvillei is een vlinder uit de familie van de Nymphalidae. De wetenschappelijke naam van de soort is voor het eerst geldig gepubliceerd in 1898 door Carl Ribbe.